# تیزکفتاران
تیزکفتاران (نام علمی: Oxyaenidae) نام یک تیره از راسته گوشت‌دندان‌سانان است.